# Czułów (województwo małopolskie)
Czułów – wieś w Polsce, położona w województwie małopolskim, w powiecie krakowskim, w gminie Liszki.
Wieś opactwa benedyktynów tynieckich w powiecie proszowickim województwa krakowskiego w końcu XVI wieku. Pierwsze wzmianki o Czułowie pochodzą z 1124 roku. W latach 1975–1998 miejscowość administracyjnie należała do województwa krakowskiego.

## Położenie
Znajduje się w obrębie dwóch regionów geograficznych; Garbu Tenczyńskiego zaliczanego do Wyżyny Krakowsko-Częstochowskiej i Obniżenia Cholerzyńskiego będącego mezoregionem Bramy Krakowskiej. Tereny wsi włączone zostały w obszar Tenczyńskiego Parku Krajobrazowego. W bezpośredniej bliskości wsi znajdują się dwa rezerwaty przyrody: Dolina Mnikowska i Zimny Dół, do którego prowadzi obrzeżami wsi czerwony szlak turystyczny.

## Etymologia nazwy
Nazwa miejscowości wzięła się od czółen, czyli pewnego rodzaju łodzi. Według niektórych historyków, były produkowane kiedyś w tym regionie. Przesłanki do takich poglądów powstały w związku ze znalezionymi narzędziami podczas prac badawczych.

## Integralne części wsi
| SIMC    | Nazwa    | Rodzaj    |
| ------- | -------- | --------- |
| 0325162 | Barcza   | część wsi |
| 0325179 | Gawinki  | część wsi |
| 0325185 | Nawsie   | część wsi |
| 0325191 | Potoczek | część wsi |
| 0325200 | Skałka   | część wsi |
| 0325216 | Skały    | część wsi |
| 0325222 | Zręby    | część wsi |

## Zabytki
Obiekt wpisany do rejestru zabytków nieruchomych województwa małopolskiego.
- Kaplica z wyposażeniem i najbliższym otoczeniem, ogrodzenie.

## Urodzeni w Czułowie
- Franciszek Popiołek (ur. 1868, zm. 1960), polski nauczyciel i historyk związany ze Śląskiem Cieszyńskim.

## Przypisy

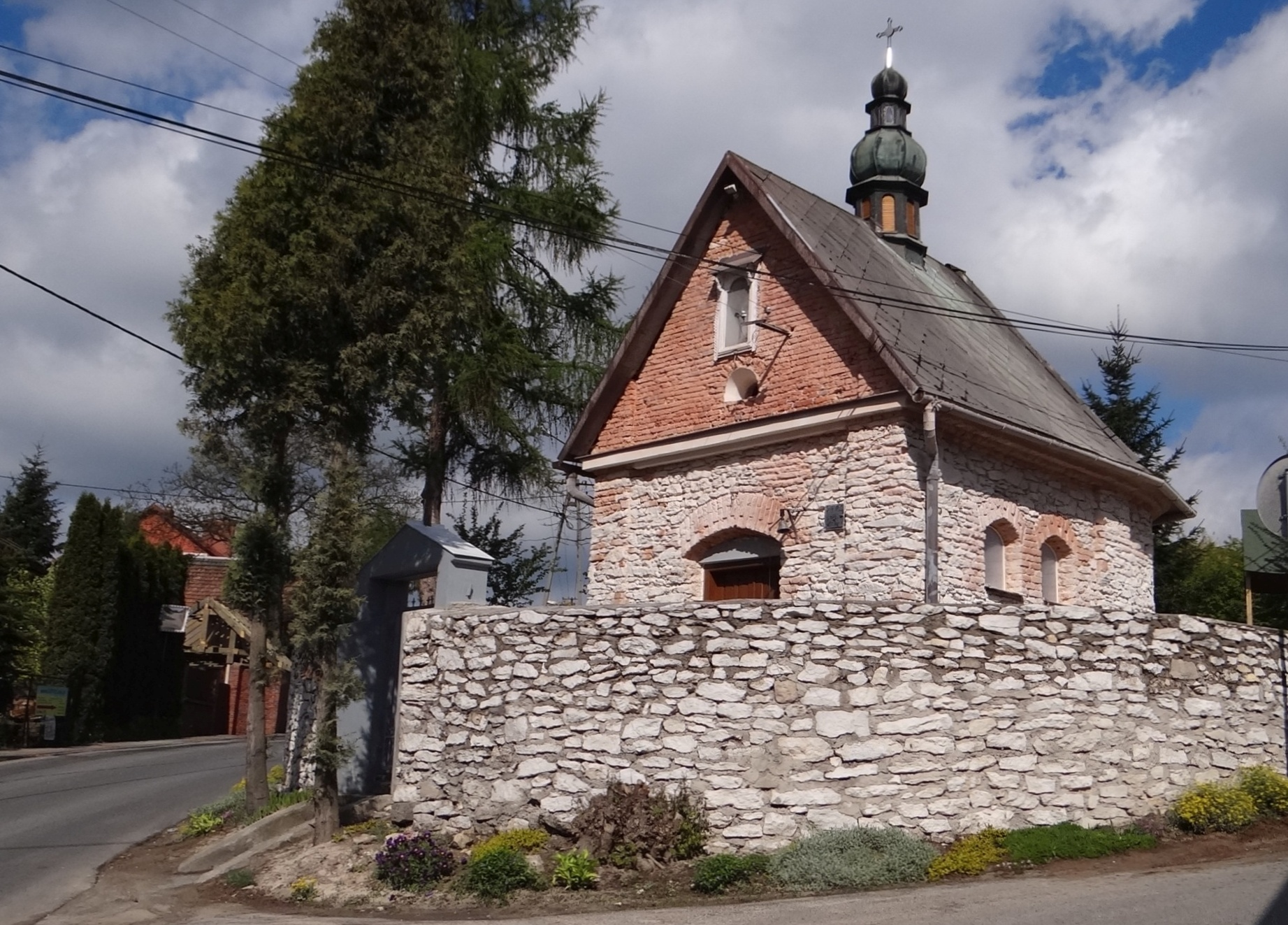
Zabytkowa Kaplica w centrum wsi
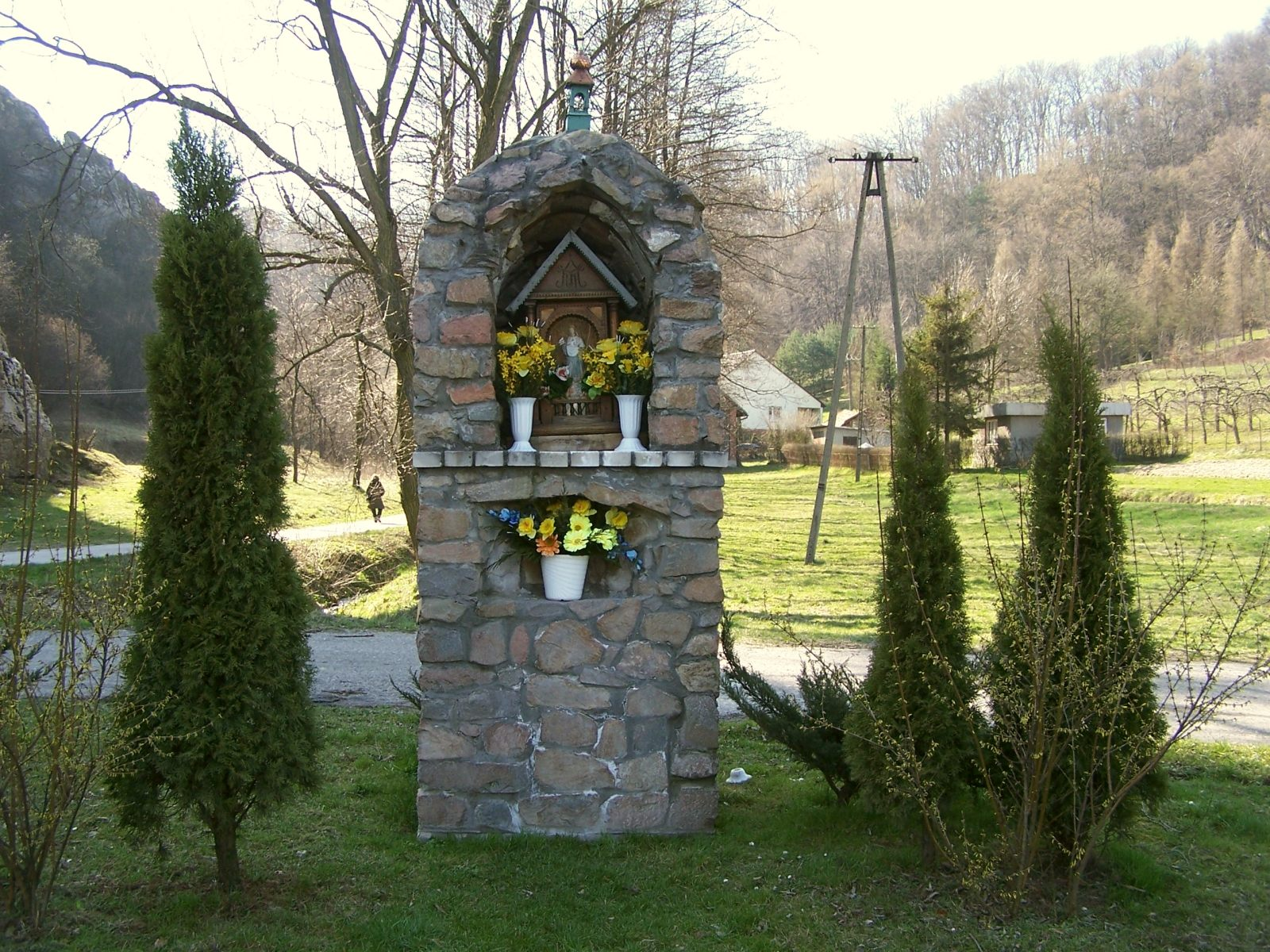
Kapliczka w Zimnym Dole
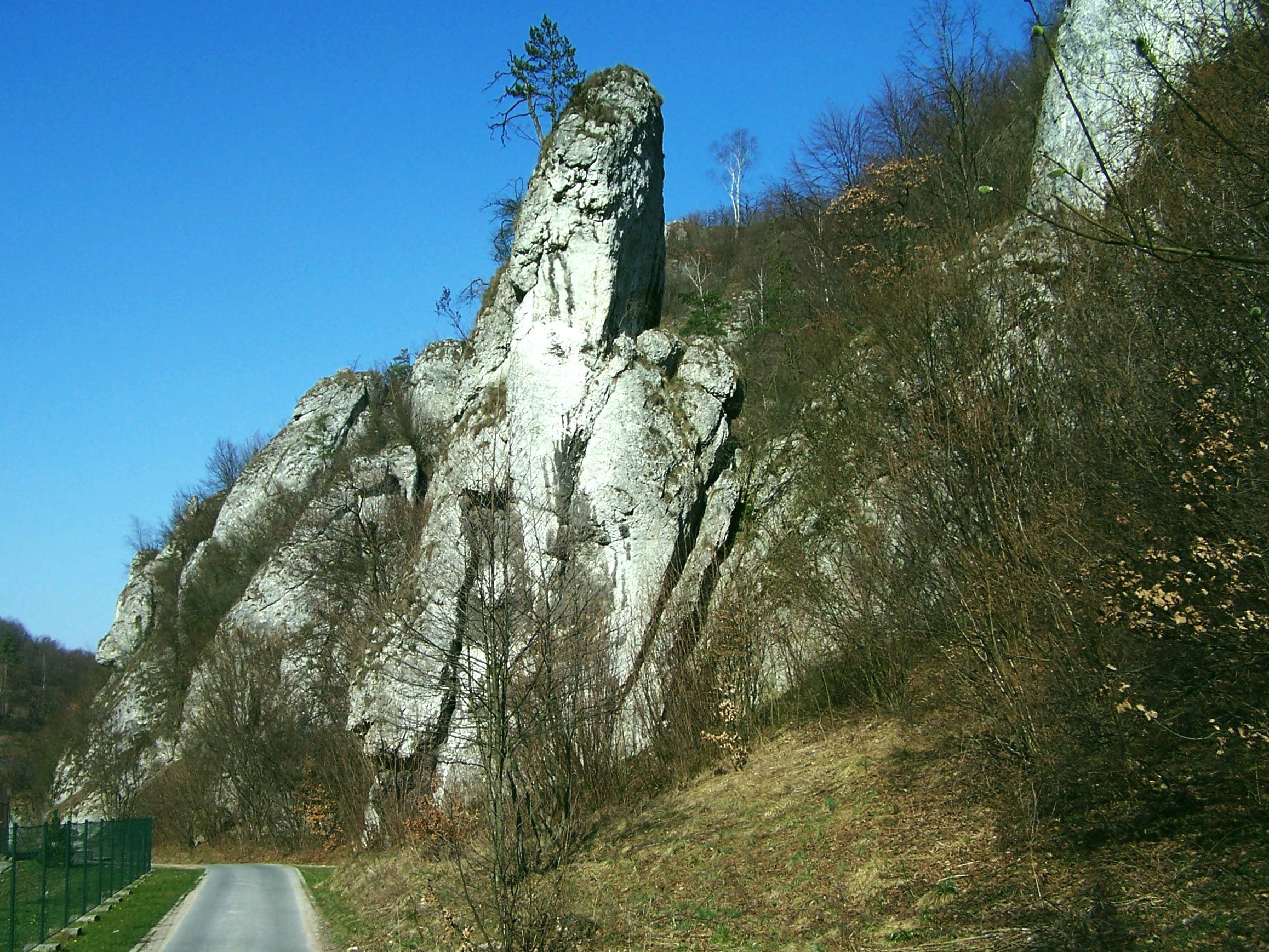
Skały wapienne w Zimnym Dole